# Pauszpapír

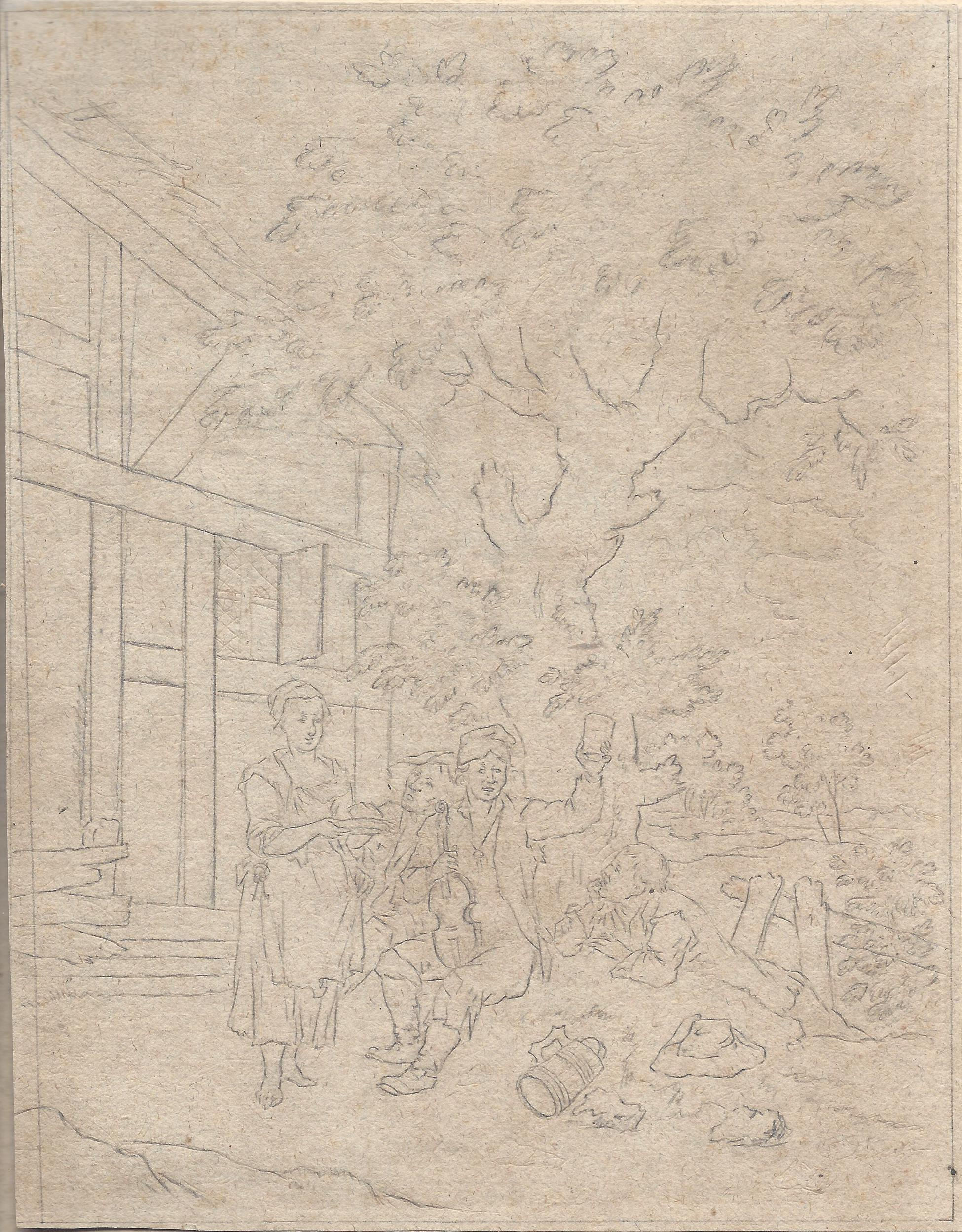
Johann Michael Frey (1750–1818) életlen, másolt rajza

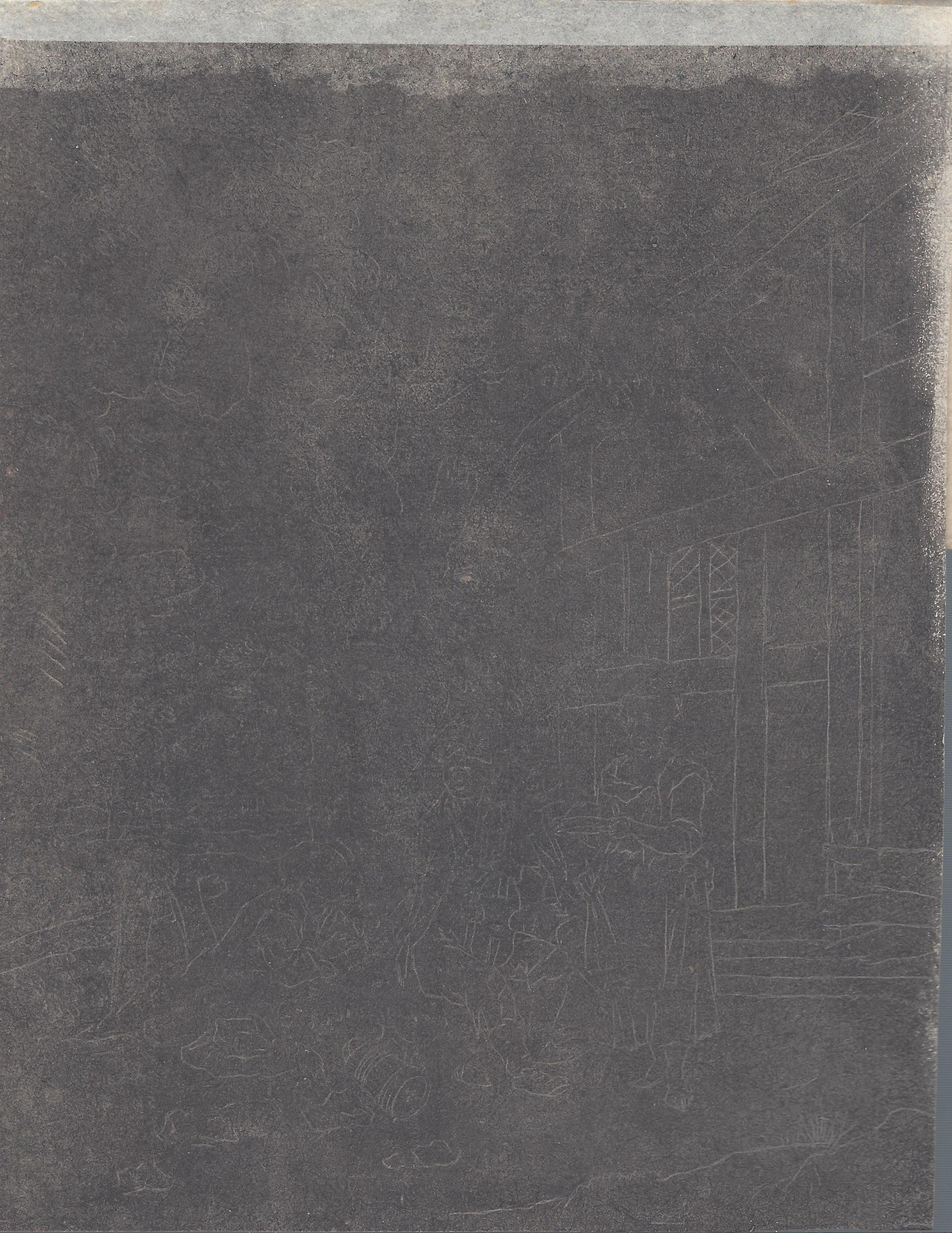
Ugyanaz a rajz, szénnel feketére festve, a hátoldalán negatívban

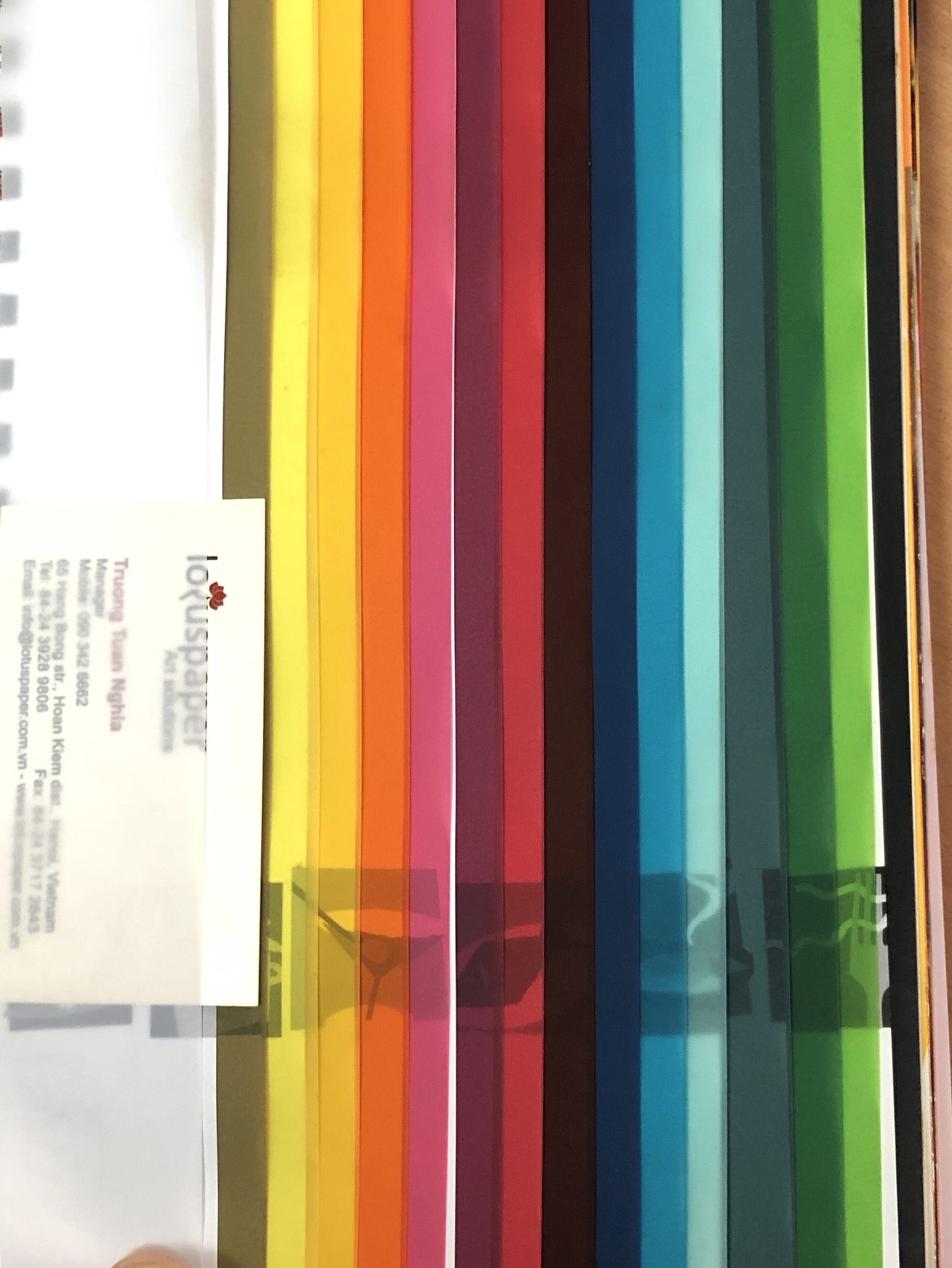
Pauszpapír több színben, Schoellershammer-termék

A pauszpapír áttetsző papír, amelyet különböző célokra és különböző eljárásokkal készítenek.

## Felhasználása

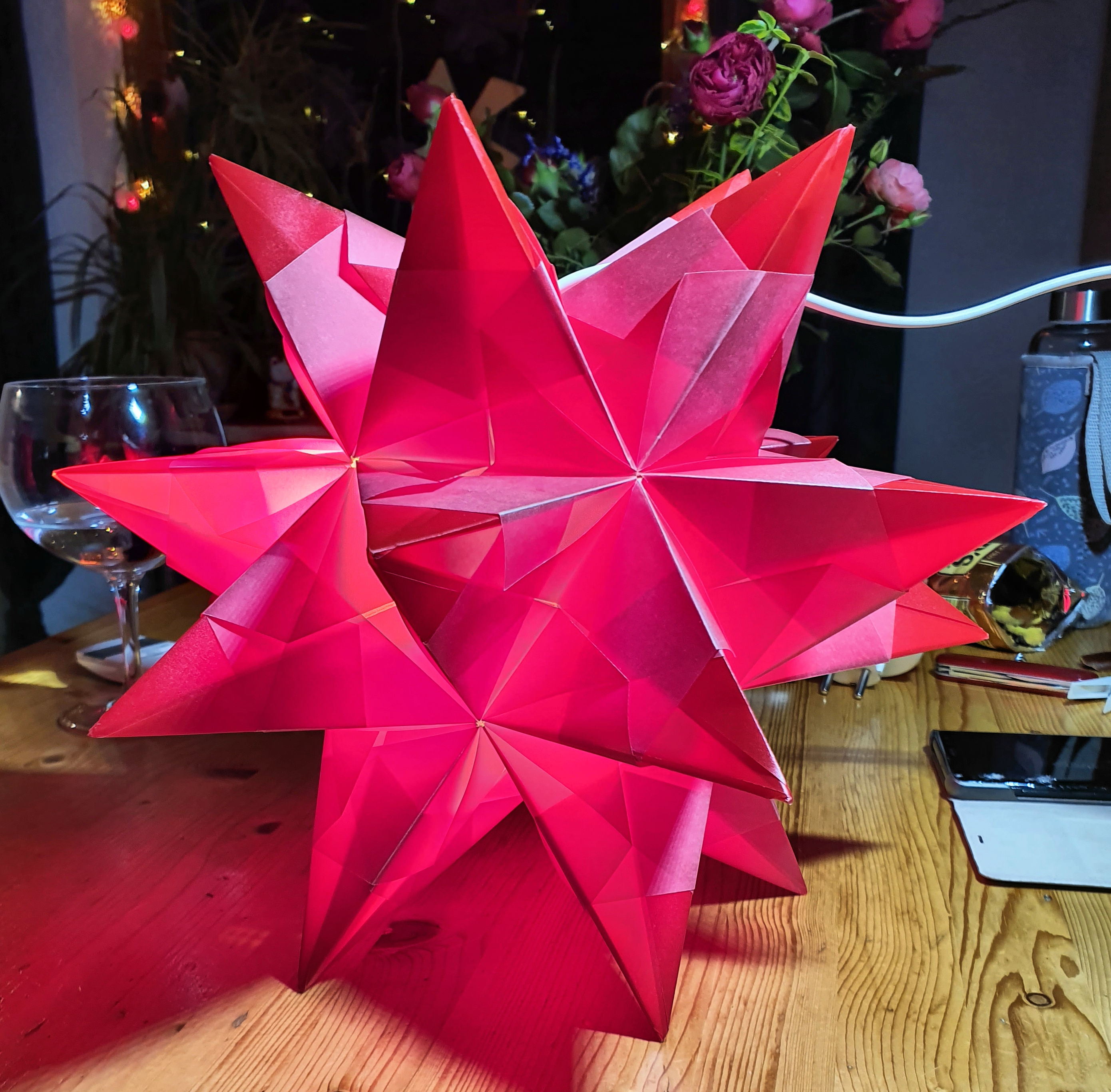
Világító Bascetta-csillag Ø 30 cm-es pauszpapírból

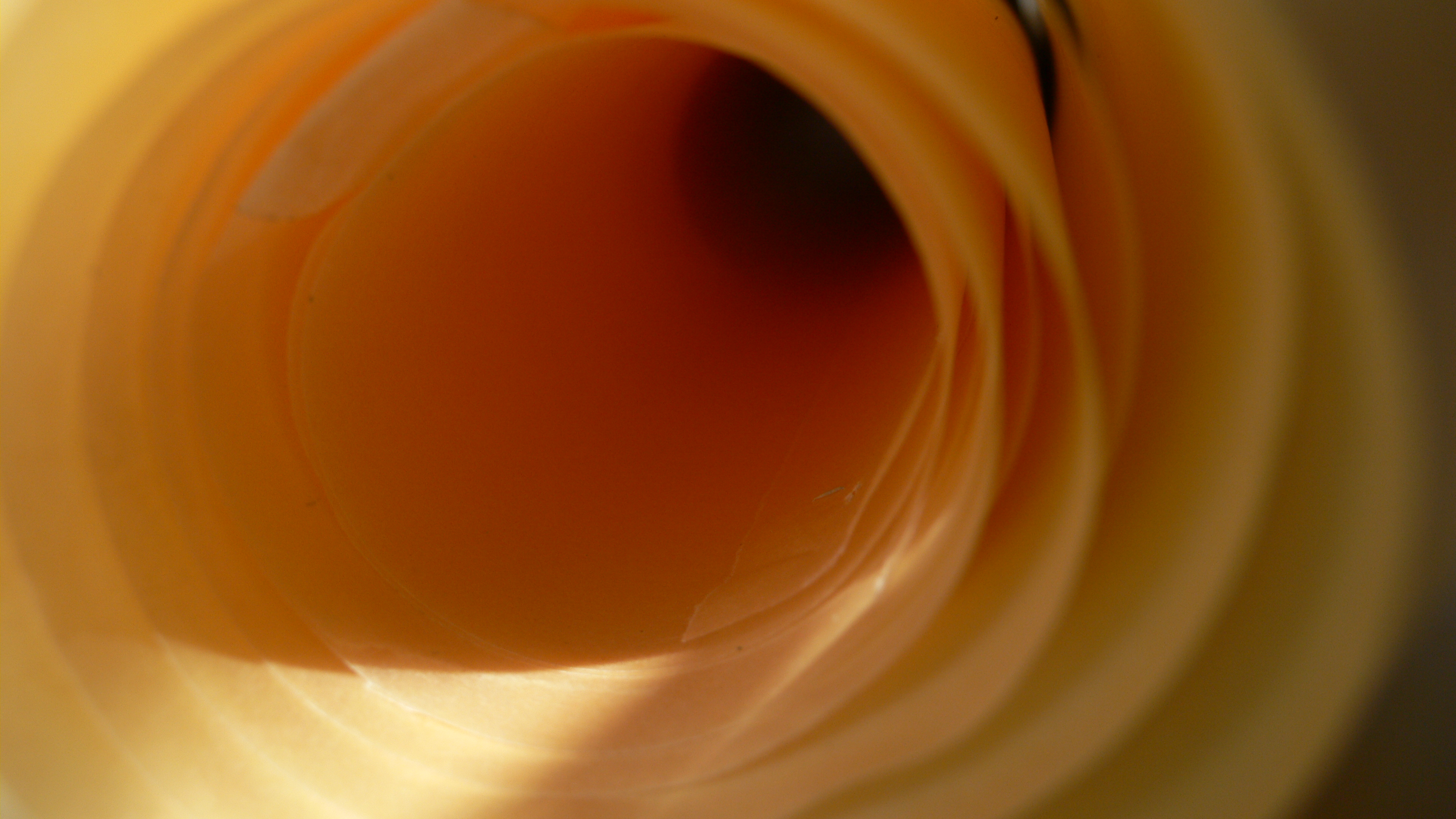
Sárga pauszpapírtekercs

- másolópapírként egy eredeti kétdimenziós kép pontos másolatának előállításához (képzőművészetben vagy műszaki rajzokhoz, különösen az építészetben) [1] (nem szabad összekeverni az átütőpapírral)
- mint tervrajzsablon
- csomagolás céljából
- technikai felhasználások
  - laboratóriumi alkalmazások, például membránként
  - egyszerű higrométerekhez
  - korábban: szigetelő papírként kondenzátorokban
- áttetsző sütőpapír
- fedőlapok fényképalbumokban (lásd még a pókpapírt)
- kézműves (merített) papír

## Gyártási módszerek
- Szövetpapírok: nem hagyományos másolópapírok. Mivel nagyon vékonyak, viszonylag átlátszónak tűnnek.
- Impregnált papírok: szárító olajokkal, gyantákkal, viaszokkal és zsírokkal átitatva a nyersen őrölt rostokból készült papír átlátszóvá válik.
- Növényi pergamen: cellulózból készült papírt feloldanak kénsavfürdőben. A feloldott cellulóz kitölti a papír hiányosságait, azt áttetszővé teszi. A kénsavat egy utolsó fürdőben ismét kimossák.
- Természetes másolópapír: nyersen őrölt rostok, amelyeket ezután gyakran impregnálnak. A nyers őrlés miatt ezek a papírok rendkívüli módon reagálnak a páratartalom ingadozására.
- Pergamenpapír: a rostok közötti levegőt a pép nyers őrlésével és az azt követő rendkívül erős hengerléssel távolítják el.

## Irodalom

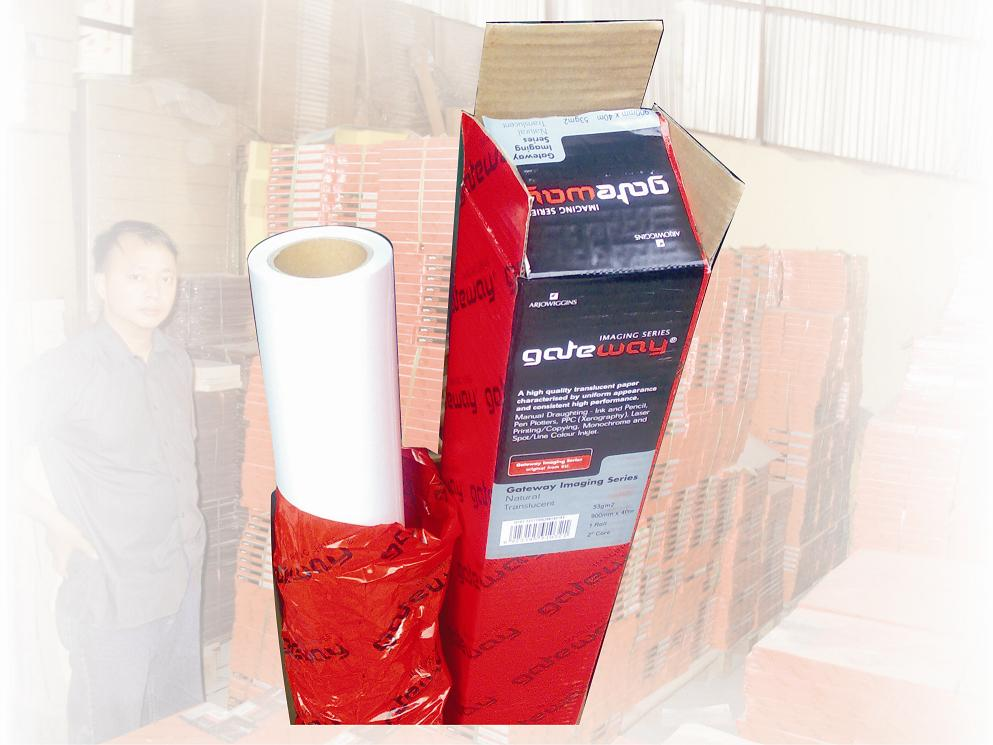
Pauszpapírtekercs

## Fordítás
Ez a szócikk részben vagy egészben  a   Transparentpapier című német Wikipédia-szócikk ezen változatának fordításán alapul.  Az eredeti cikk szerkesztőit annak laptörténete sorolja fel. Ez a jelzés csupán a megfogalmazás eredetét és a szerzői jogokat jelzi, nem szolgál a cikkben szereplő információk forrásmegjelöléseként.